# ایوان بوهدن
ایوان هاوریلوویچ بوهدن (اوکراینی: Іван Гаврилович Богдан؛ زادهٔ ۲۹ فوریهٔ ۱۹۲۸) کشتی‌گیر اهل اتحاد جماهیر شوروی سوسیالیستی است. او مدال طلای المپیک را در مسابقات کشتی فرنگی در سال ۱۹۶۰ برای تیم اتحاد جماهیر شوروی به دست آورد. بوهدن مدال طلا را در مسابقات قهرمانی کشتی جهان در ۱۹۵۸ و ۱۹۶۱ به دست آورد.